# クライオニック・テンプル
クライオニック・テンプル(Cryonic Temple)は、スウェーデンのパワーメタルバンドである。

## 概要
1996年に結成。2000年代前半に勃興した、いわゆる”クサメタル”のバンドの一角である。
男臭く、勇壮な雰囲気な楽曲で、歌詞もファンタジー、戦い、戦士等がテーマである。
バンド名は低温物理学(Cryo-Technology)のドキュメンタリーが由来で、日本語で「超低温の寺」の意味。

## 来歴

### 結成
グレン・メタル（ヨハン・ヨハンソン）（Vo）と、エサ・アウホネン（Gt）によって1996年に結成。二人は当初アイアン・メイデンのカヴァーバンドで演奏していたが、プロフェッショナルなバンドを結成すべく、そのバンドから脱退、クライオニック・テンプルを結成する。
結成当初はラッシュ、クイーンズライク、マリリオンといったプログレッシブメタル、ティアマット、ミッションといったアトモスフェリックなサウンドをミックスした音楽性だったが、何人かのメンバーチェンジを経た後、現在のような音楽性に変化した。
1997年に最初のデモ「Seasons In Hell」をリリース、他にもコンピレーションアルバムに数曲提供している。すると、それが(当時の)ディスメンバーのフレッド・エストビーの目に留まり、彼のプロデュースによりデモ「Before The End」をリリースすると、それが好評を博し、複数のレコード会社より契約のオファーが来る。だが、より良い条件を求め、この際は契約に至らず、曲作り、デモのリリースを続ける。

### デビュー
その後、スウェーデンのバンドコンテストで決勝まで進出したり、楽曲”The Gatekeeper”がインターネットで話題になると、2001年にバンドはUnderground Symphony Recordsと契約することを決め、2002年にファーストアルバム「Chapter I」をリリースする。このアルバムは好評を博し、2002年における同レーベルの最高売上を記録した。同年、スウェーデンロックフェスティバルにも出演した。
その後、レーベルをLimb Music Productsに移し、2003年には2作目「Blood, Guts & Glory」をリリース。
さらに同レーベルから3作目「In Thy Power」をリリース。「In Thy Power」は今までのCryonic Templeの音楽の総決算と言える内容で、日本でも好評を博し、バンドの最高傑作と評される。特に同アルバム収録の”Eternal Flames Of Metal”は、いわゆるクサいサビのメロディ、わかいやすい歌詞等も相まって、日本でも話題になり、バンドの代表曲となった。
しかし、「In Thy Power」のリリースツアー後、エサとギタリスト以外が脱退。新たなメンバーを入れ、4作目「Immortal」をリリースするも、今度はエサ以外全員が脱退。その後、単発でのフェスティバル出演はあったものの、それ以外の目立った活動、リリースはなくなる。

### 現在
2017年、エサ・アウホネン以外のメンバーを一新し、9年ぶりに「Into The Glorious Battle」をリリース。メンバーは一新されたものの、変わらぬ音楽性で好評を博した。
さらに2018年にも「Deliverance」をリリースし、同年夏に開催されたEvoken Festにて初来日公演を敢行した。

## ディスコグラフィ

### Albums
- Chapter I (2002)
- Blood, Guts & Glory (2003)
- In Thy Power (2005)
- Immortal (2008)
- Into The Glorious Battle (2017)
- Deliverance (2018)

### Demos
- Seasons in Hell (1997)
- Jailbird (1998)
- Before the End (1998)
- Demotrack Compilation (1998)
- Demo 1999 (1999)
- Warsong 2000 (2000)

## メンバー

### 現メンバー
- Mattias Lilja (マティアス・リーリャ) - Vocals
- Esa Ahonen (エサ・アウホネン) - Guitar (唯一のオリジナルメンバー)
- Markus Grundström (マーカス・グランストロム) - Guitar, Vocals
- Roland Westbom (ローランド・ヴェストボム) - Bass
- Micke Dahlkvist (ミッケ・ダークヴィスト) - Drums

### 過去のメンバー
- Glen Metal (Johan Johansson) - Vocals
- Patrik Eriksson - Vocals
- J.J.C. (Jan J. Cederlund) - Bass
- Mika Nyyssölä - Bass
- Stefan "Pizza" Eriksson - Bass
- Gert Steelheart (Sebastian Olsson) - Drums
- Mikael Eriksson - Drums
- Kim Lundh - Drums
- Hans kallin - Drums
- Andreas Cromnow - Keyboards, Synths
- Evil J (Jan Söderlund) - Keyboards

## 来日公演
2018年
　Evoken Fest - 8月31日（江坂MUSE）、9月1日（恵比寿リキッドルーム）、9月2日（新宿BLAZE）